# نووی موتاباش
نووی موتاباش (به لاتین: Novy Mutabash) یک منطقهٔ مسکونی در روسیه است که در باشقیرستان واقع شده‌است.